# Kożuchów (gromada w powiecie strzyżowskim)
Kożuchów – dawna gromada, czyli najmniejsza jednostka podziału terytorialnego Polskiej Rzeczypospolitej Ludowej w latach 1954–1972.
Gromady, z gromadzkimi radami narodowymi (GRN) jako organami władzy najniższego stopnia na wsi, funkcjonowały od reformy reorganizującej administrację wiejską przeprowadzonej jesienią 1954 do momentu ich zniesienia z dniem 1 stycznia 1973, tym samym wypierając organizację gminną w latach 1954–1972.
Gromadę Kożuchów z siedzibą GRN w Kożuchowie utworzono – jako jedną z 8759 gromad na obszarze Polski – w powiecie krośnieńskim w woj. rzeszowskim na mocy uchwały nr 24/54 WRN w Rzeszowie z dnia 5 października 1954. W skład jednostki weszły obszary dotychczasowych gromad Kożuchów, Kalembina, Markuszowa, Tułkowice i Kozłówek ze zniesionej gminy Wiśniowa w tymże powiecie.
13 listopada 1954 gromada weszła w skład nowo utworzonego powiatu strzyżowskiego, gdzie ustalono dla niej 20 członków gromadzkiej rady narodowej.
29 lutego 1956 do gromady Kożuchów włączono przysiółek Leszczyny o pow. 26,37 ha z gromady Wysoka Strzyżowska w tymże powiecie.
31 grudnia 1961 gromadę zniesiono, włączając jej obszar do gromad Dobrzechów (wsie Kożuchów, Markuszowa i Tułkowice) i Wiśniowa (wsie Kalembina i Kozłówek) w tymże powiecie.